# Bürgerschaftswahl in Bremen 2015
- Linke: 8
- SPD: 30
- Grüne: 14
- FDP: 6
- CDU: 20
- BIW: 1
- AfD: 4

Die Wahl zur 19. Bremischen Bürgerschaft fand am 10. Mai 2015 statt. Die Bremische Bürgerschaft ist das Landesparlament des Zwei-Städte-Staates Freie Hansestadt Bremen. Die stadtbremischen Abgeordneten bilden in der Regel (Ausnahmen siehe Abschnitt Wahlberechtigung) die Stadtbürgerschaft – die kommunale Volksvertretung der Stadtgemeinde Bremen. Außerdem wurden in der Stadt Bremen die Beiräte und in Bremerhaven die Stadtverordnetenversammlung gewählt. Trotz Verlusten bildete die SPD mit den Grünen zum dritten Mal in Folge die Regierungskoalition.

## Wahlberechtigung
Wahlberechtigt zur Wahl der Bürgerschaft ist jeder Deutsche, der seit mindestens drei Monaten seinen festen Wohnsitz in Bremen hat. Das Alter für die aktive Wahlberechtigung beträgt seit der Bürgerschaftswahl 2011 16 Jahre. Das passive Wahlrecht wird mit dem Erreichen der Volljährigkeit erlangt. Bürger aus Mitgliedsstaaten der EU sind nur für die Wahl zur Stadtbürgerschaft und zu den Beiräten zugelassen. Daher kann die Stadtbürgerschaft in Bremen anders zusammengesetzt sein als der stadtbremische Teil des Landtags. Das war nach dieser Wahl wie in der 16. und 17. Bürgerschaft wieder der Fall.

## Wahlsystem
Die Städte Bremen und Bremerhaven bilden zwei getrennte Wahlbereiche mit verschiedenen Wahllisten und separater Anwendung der Fünf-Prozent-Hürde. Eine Partei oder Wählervereinigung zieht daher in die Bürgerschaft ein, wenn sie mindestens in einem Wahlbereich mindestens fünf Prozent der Stimmen erhält. Seit 2011 gilt in Bremen ein Wahlsystem, bei dem jeder Wahlberechtigte fünf Stimmen auf Listen bzw. darin verzeichnete Bewerber verteilen (Kumulieren und Panaschieren) kann.

## Modellprojekt in leichter Sprache
Die Wahlbenachrichtigungen für die Bürgerschaftswahl 2015 wurden auch in leichter Sprache verfasst. Ebenso wurden Musterstimmzettel mit einem Begleitschreiben in leichter Sprache verschickt. Zur Begründung sagte Innensenator Ulrich Mäurer (SPD): „Alle klagen über die niedrige Wahlbeteiligung, aber wenn man daran etwas ändern will, muss man auch was tun“. Im Jahr 2012 hatte die CDU ein Modellprojekt zur Einbindung von Menschen gefordert, für die „auch Texte der Bremischen Bürgerschaft schwer zu verstehen“ seien. Das „Büro für Leichte Sprache“ der „Lebenshilfe“, das außer den amtlichen Wahlunterlagen auch die Wahlprogramme von SPD und Grünen entsprechend übersetzt hatte, verkündete ein „wegweisendes Projekt, mit dem Bremen in die Annalen der Geschichte eingehen“ werde. Ebenso legte die Linkspartei eine Wahlbroschüre in leichter Sprache vor.
Ein Bildungsexperte der Universität Bremen bewertete den Ansatz dieses Projektes als „bildungsfeindlich“. Hinter dem Dienstleistungsangebot – vom „Büro für Leichte Sprache“ übersetzt wurden etwa Webseiten für Bürgermeister, Rathaus und Statistisches Landesamt – verberge sich „Klientelismus“. Die vorgenommenen „verfälschenden“ Vereinfachungen führten „in die Irre“, läsen sich „wie Parodien auf behinderte Menschen“ und seien damit „schlimmer als Realsatire“. Arbeitslosenvertreter kritisierten, es liege nicht an „Bildungsferne“, wenn insbesondere Hartz-IV-Beziehende sich ausgegrenzt und schlecht vertreten fühlten und nicht mehr zur Wahl gingen. Der Senat dürfe aber nicht „erst bei der Bildung sparen, dann den Staatsbürger mit Deppendeutsch ansprechen“. An der „historisch niedrigen“ Wahlbeteiligung gab Kanzlerin Merkel SPD und Grünen die Hauptschuld. Bürgermeister Böhrnsen trat nach dem „schlechtesten Wahlergebnis der SPD aller Zeiten“ trotz knapp verteidigter Mehrheit zurück.

## Ausgangssituation
- Linke: 5
- Grüne: 21
- SPD: 35
- CDU: 20
- BIW: 2

Mit der Bürgerschaftswahl 2011 wurde die seit 2007 bestehende rot-grüne Koalition fortgesetzt. Die SPD kam insgesamt auf 38,6 % (Wahlbereich Bremen: 39,3 % und im Wahlbereich Bremerhaven 34,3 %) und verzeichnete einen Zugewinn von 1,9 Prozentpunkten. Die Grünen konnten ihr Ergebnis mit Zugewinnen von 6,0 Prozentpunkten auf 22,5 % steigern. Einen Stimmenrückgang von 5,2 Prozentpunkten verzeichnete die CDU. Sie erreichte 20,4 %. Die Linke konnte die Fünf-Prozent-Hürde nur im Wahlbereich Bremen überschreiten und kam insgesamt auf 5,6 %, bei Verlusten von 2,8 Prozentpunkten. Auch die BIW konnte mit 3,7 % erneut in die Bürgerschaft einziehen, bei einem Zugewinn von 2,9 Prozentpunkten. Sie überwand die Fünf-Prozent-Hürde wie bei der vorherigen Wahl nur im Wahlbereich Bremerhaven, wo sie auf 7,1 % kam. Die FDP verzeichnete einen Stimmenrückgang von 3,6 Prozentpunkten und kam auf 2,4 %. Sie verpasste den erneuten Einzug in die Bürgerschaft in beiden Wahlbereichen. Den Einzug in die Bürgerschaft verpassten die erstmals angetretene Piratenpartei mit 1,9 % und die NPD mit 1,6 %. Alle übrigen Parteien kamen auf jeweils weniger als 1 % der Stimmen.
Die SPD verlor 2013 einen ihrer ursprünglich 36 Sitze durch den Wechsel von Martin Korol, Nachrücker für die verstorbene Renate Möbius, zu den BIW, die dadurch einen Sitz hinzugewannen.
Die Alternative für Deutschland (AfD) trat erstmals zu einer Bürgerschaftswahl in Bremen an. Bei der Bundestagswahl 2013 waren auf die AfD im Land Bremen 3,7 % der Zweitstimmen entfallen, bei der Europawahl 2014 hatte sie 5,8 % der Stimmen erreicht.

## Kandidaturen

Spitzenkandidaten der in der Bürgerschaft vertretenen Parteien
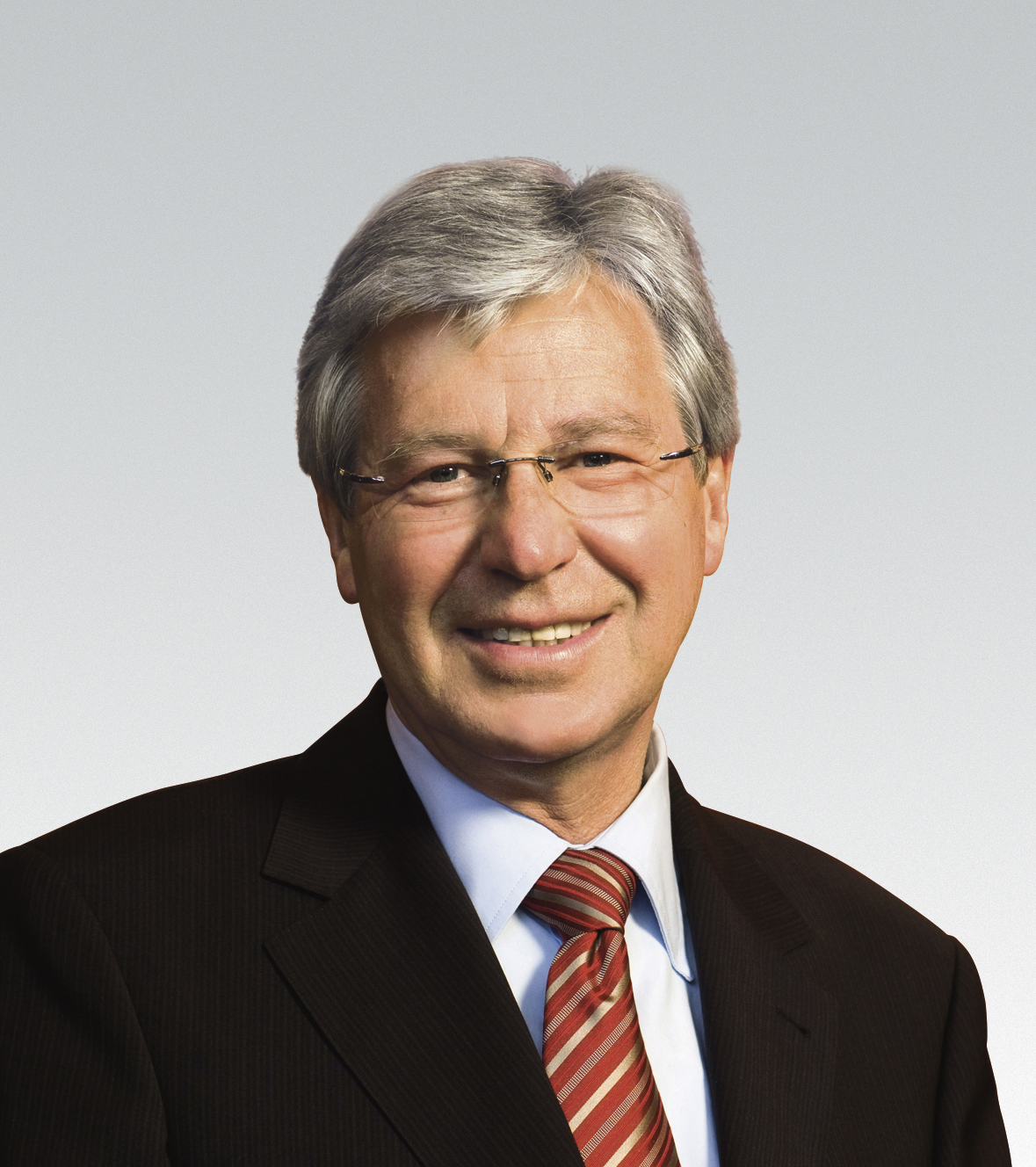
Jens Böhrnsen (SPD)
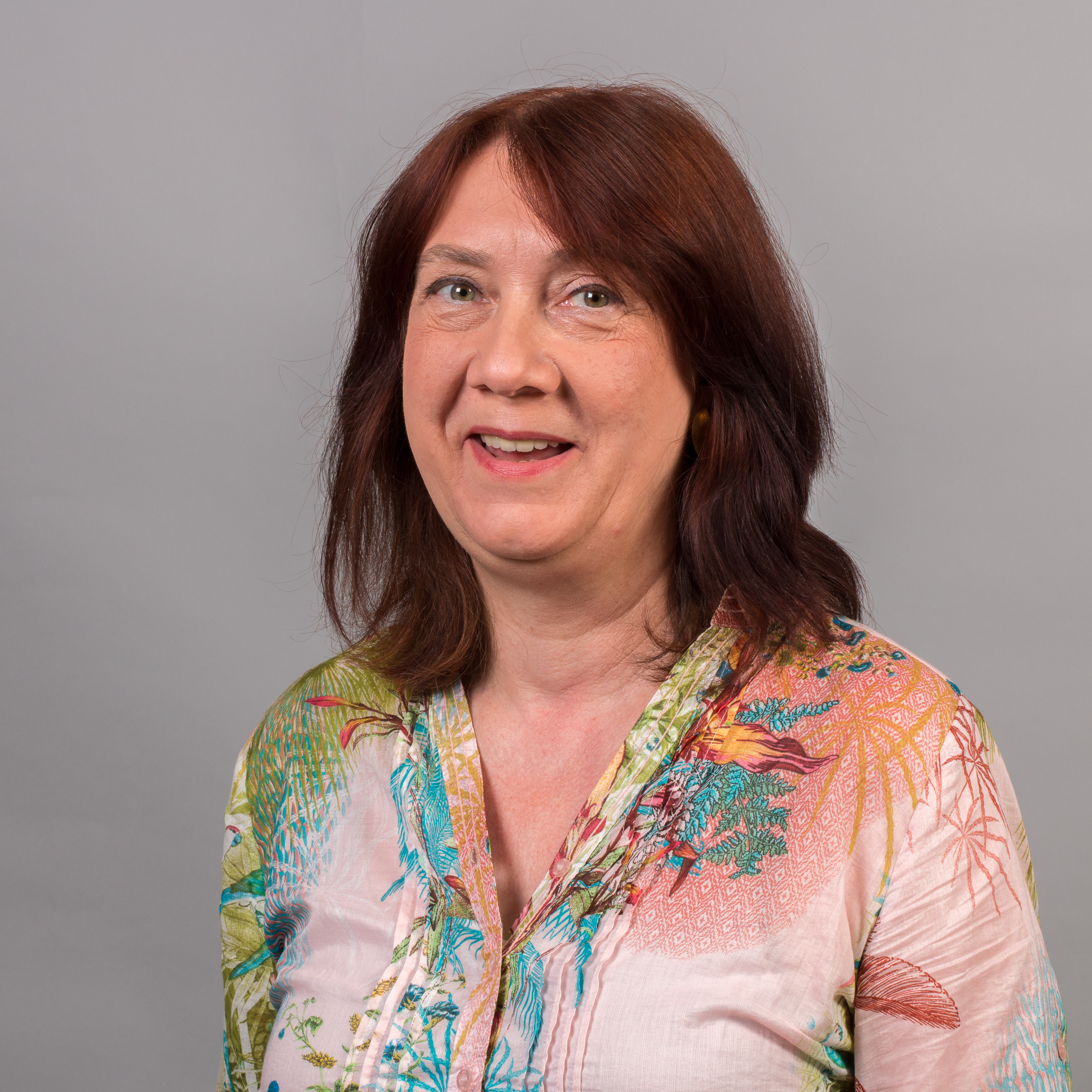
Karoline Linnert (Grüne)
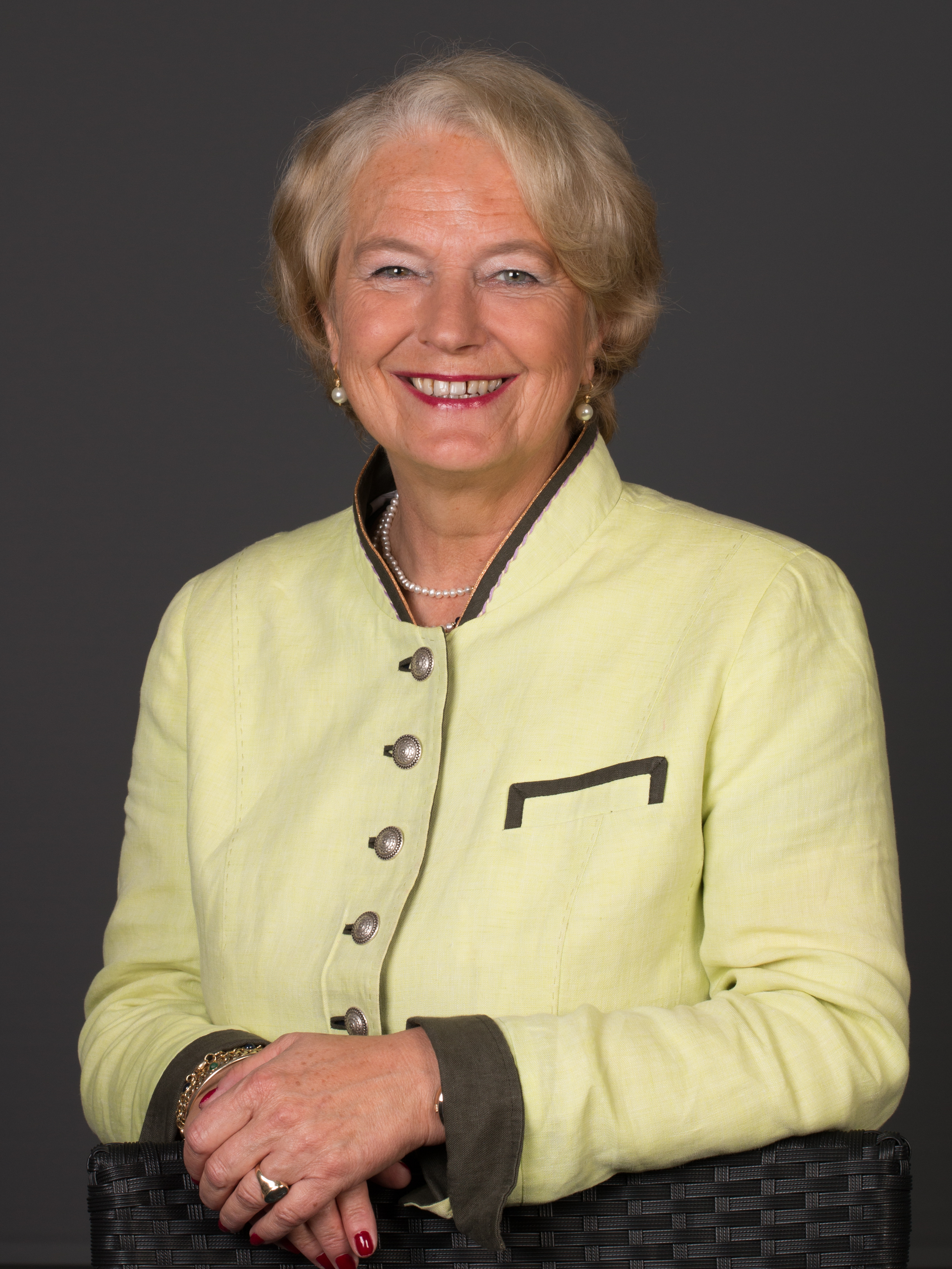
Elisabeth Motschmann (CDU)
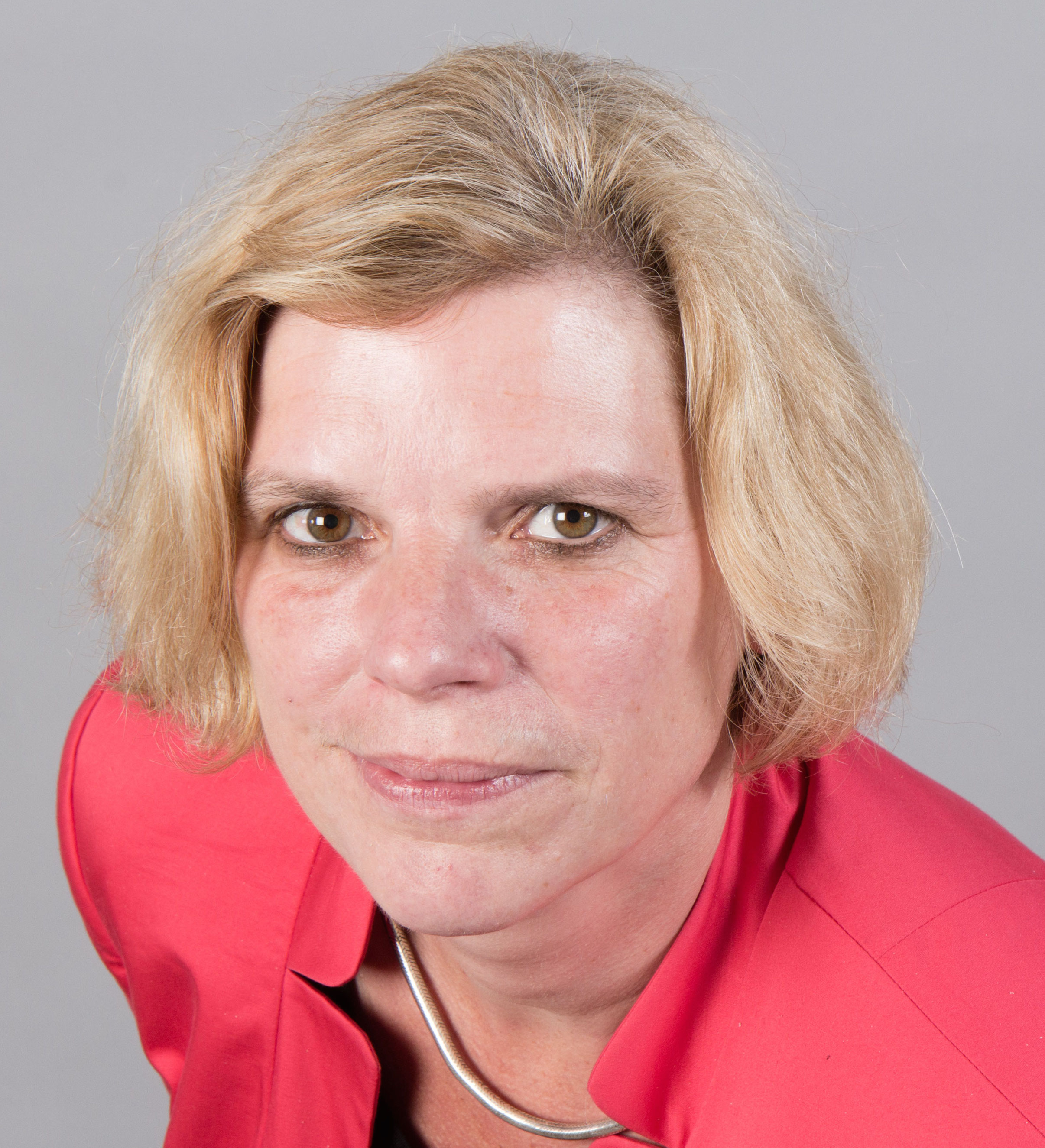
Kristina Vogt (Linke)
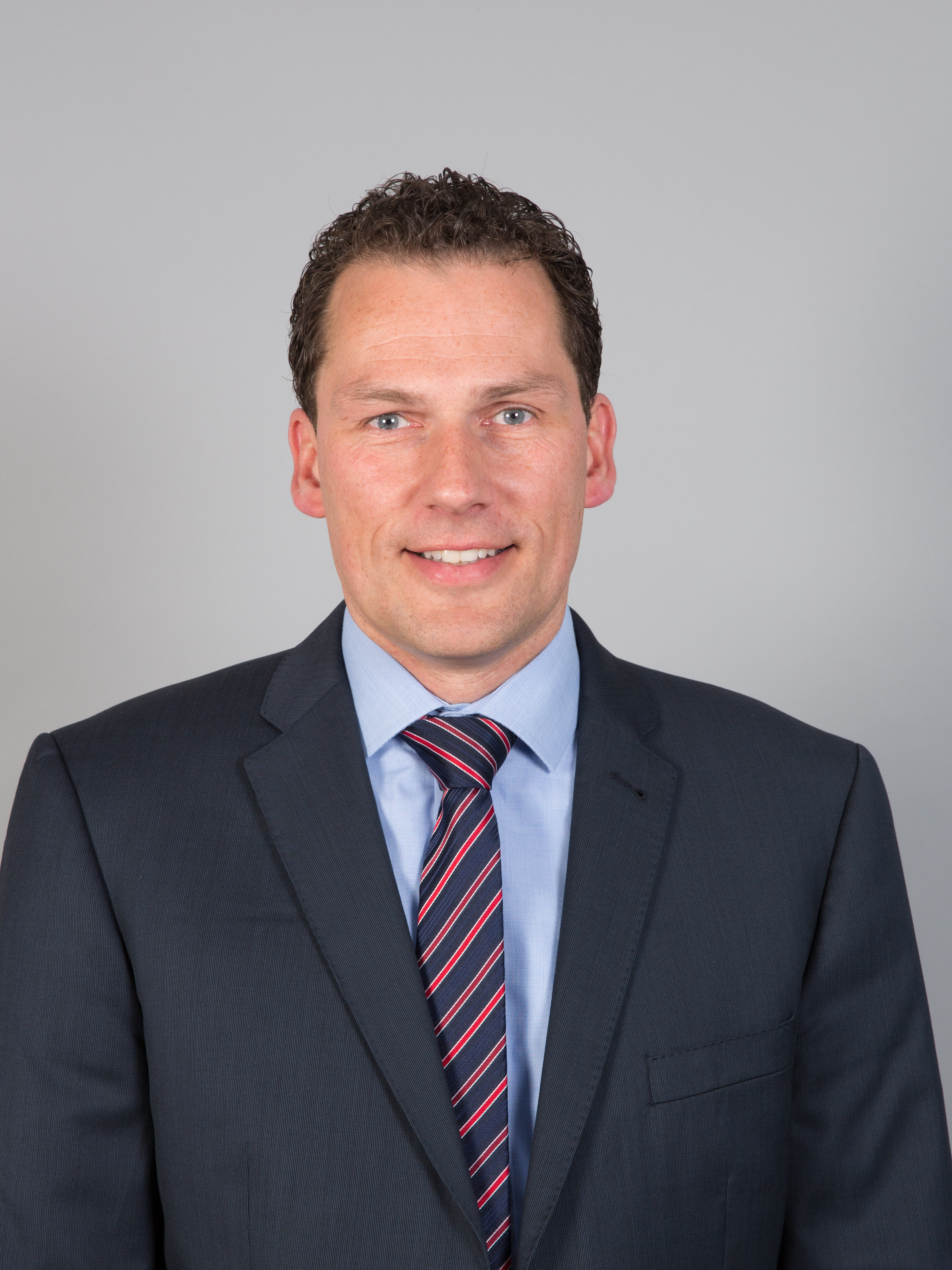
Jan Timke (BIW)

Spitzenkandidaten nicht in der Bürgerschaft vertretener Parteien
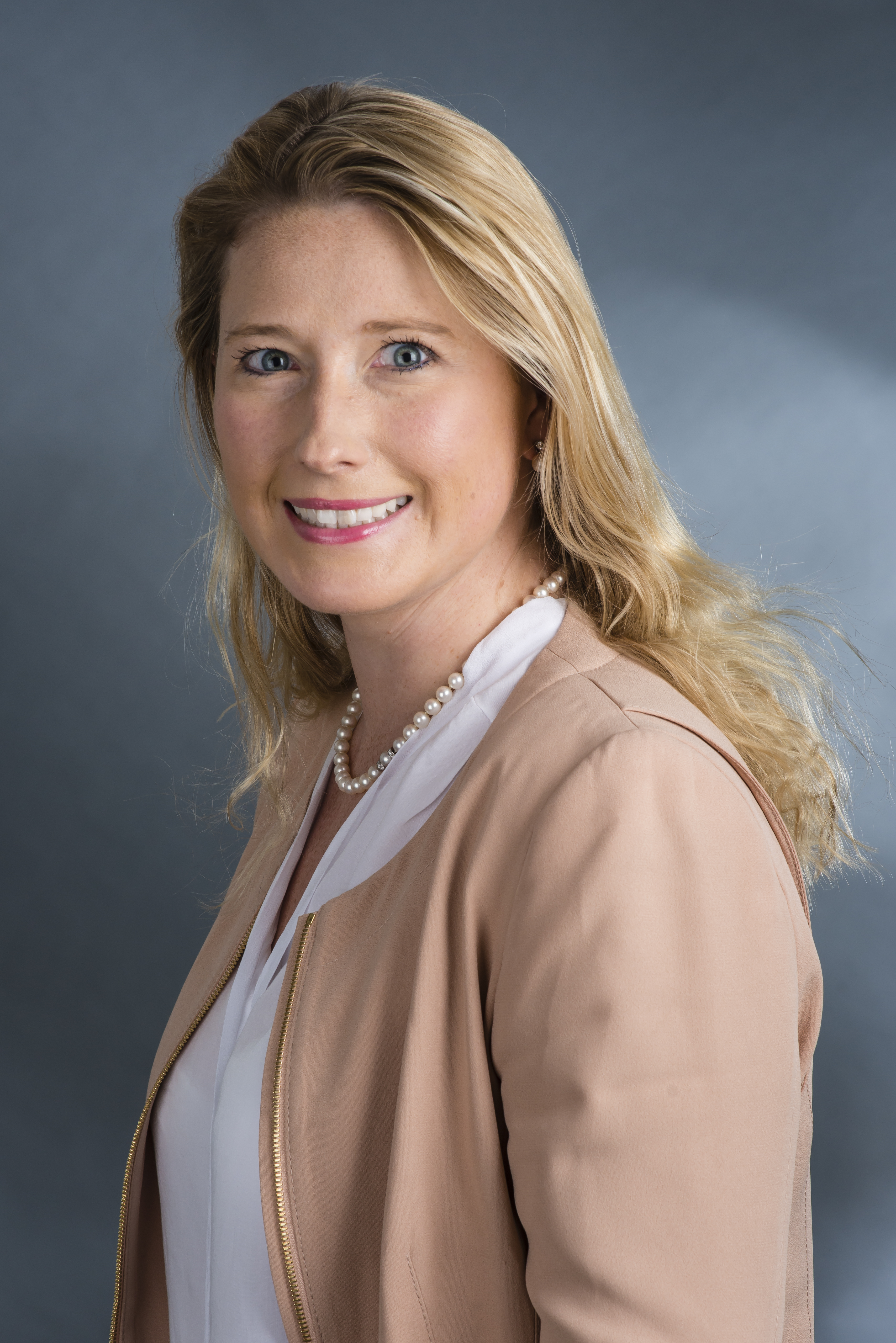
Lencke Steiner (parteilos, für FDP)
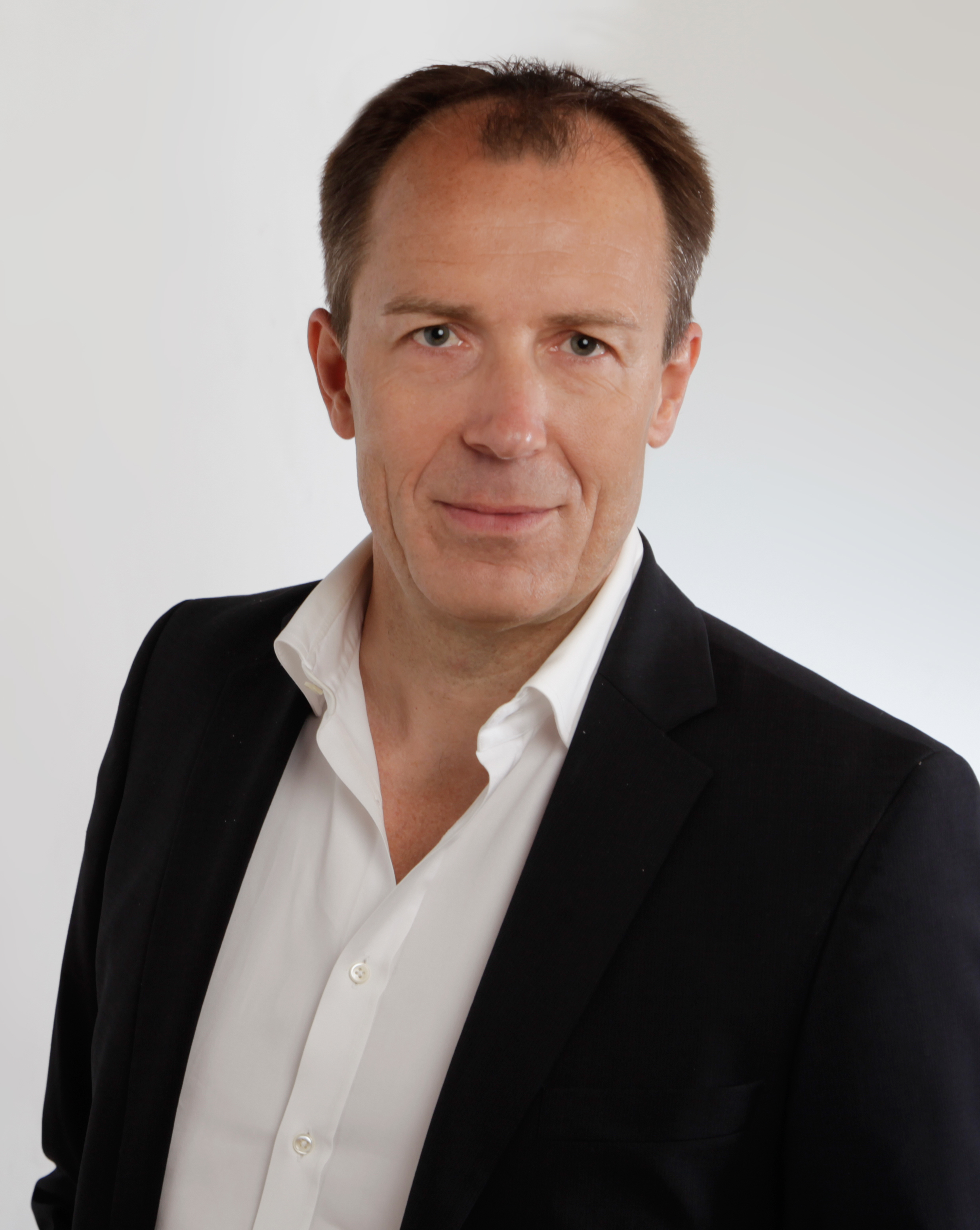
Christian Schäfer (AfD)
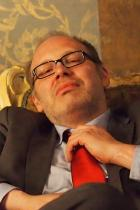
Marco Manfredini (Die PARTEI)
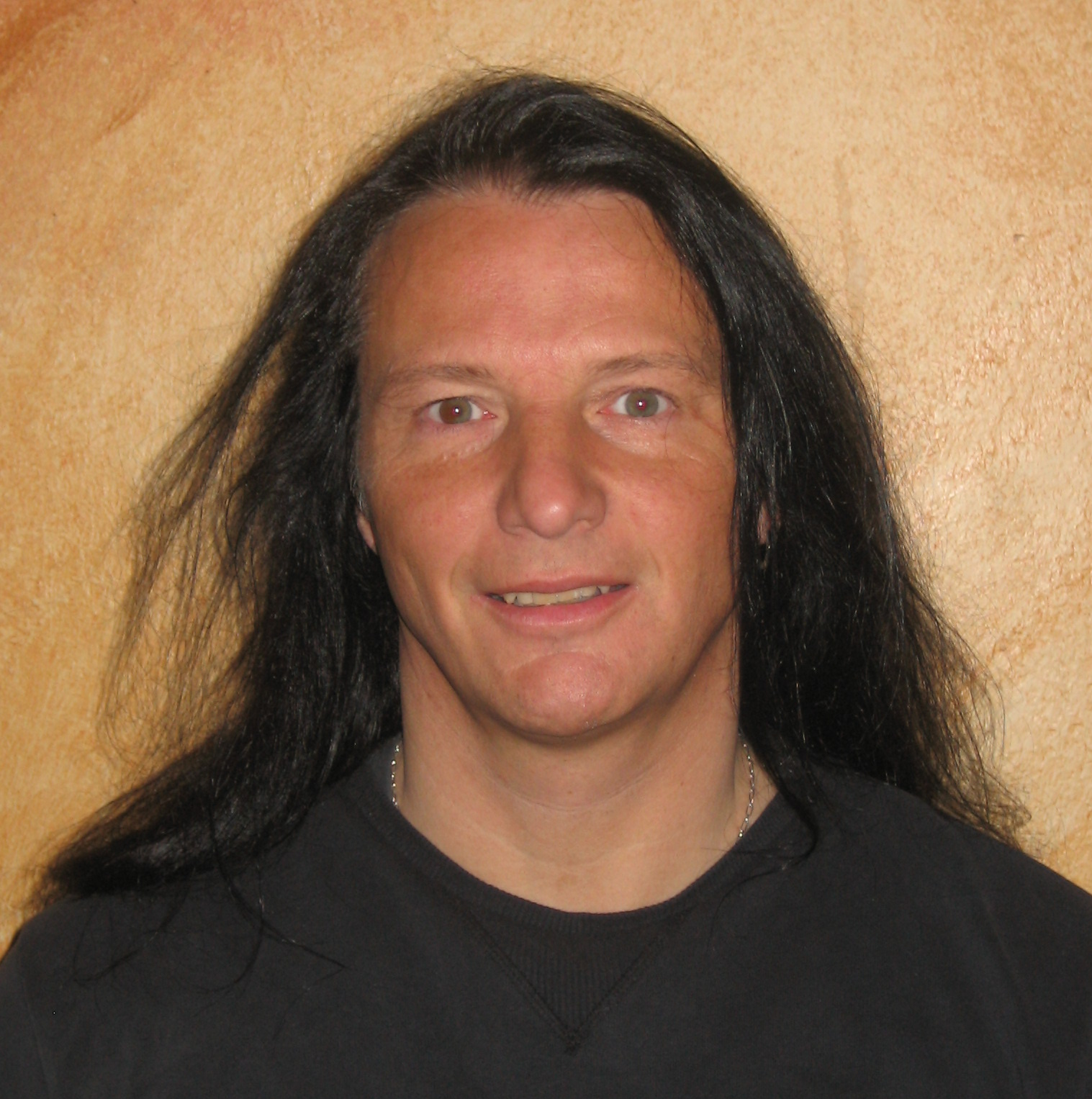
Andreas Zemke (Tierschutz- partei)
Alexander von Malek (NPD)

Wahlvorschläge konnten von Parteien und Wählervereinigungen eingereicht werden. Folgende Parteien wurden zur Wahl zugelassen:
| Partei                          | Partei           | Partei                                                                                        | Spitzenkandidat      | Mitgliederzahl |
| ------------------------------- | ---------------- | --------------------------------------------------------------------------------------------- | -------------------- | -------------- |
|                                 | SPD              | Sozialdemokratische Partei Deutschlands                                                       | Jens Böhrnsen        | 4.440          |
|                                 | Grüne            | Bündnis 90/Die Grünen                                                                         | Karoline Linnert     | 710            |
|                                 | CDU              | Christlich Demokratische Union Deutschlands                                                   | Elisabeth Motschmann | 2.700          |
|                                 | Linke            | Die Linke                                                                                     | Kristina Vogt        | 460            |
|                                 | BIW              | Bürger in Wut                                                                                 | Jan Timke            | 100            |
|                                 | FDP              | Freie Demokratische Partei                                                                    | Lencke Steiner       | 300            |
|                                 | Piraten          | Piratenpartei Deutschland                                                                     | Robert Bauer         | 240            |
|                                 | AfD              | Alternative für Deutschland                                                                   | Christian Schäfer    | 150            |
|                                 | Die PARTEI       | Partei für Arbeit, Rechtsstaat, Tierschutz, Elitenförderung und basisdemokratische Initiative | Marco Manfredini     | 300            |
|                                 | Tierschutzpartei | Partei Mensch Umwelt Tierschutz                                                               | Andreas Zemke        | 20             |
| Nur im Wahlbereich Bremerhaven: |                  |                                                                                               |                      |                |
|                                 | NPD              | Nationaldemokratische Partei Deutschlands                                                     | Alexander von Malek  | 35             |

Parteien und Wählervereinigungen, die nicht im Deutschen Bundestag oder in der Bürgerschaft aufgrund eigener Wahlvorschläge vertreten waren (alle außer SPD, CDU, Grüne, Linke und BiW), mussten ihre Beteiligung bis zum 2. Februar 2015 beim Landeswahlleiter anzeigen. Sie mussten weiter bis zum 2. März 2015 die Unterstützungsunterschriften von 1 Promille der Wahlberechtigten vorlegen.
Die Kreusel Partei Hude-Wüsting hatte eine Beteiligungsanzeige eingereicht, wurde aber aus formalen Gründen nicht anerkannt. Die vier Tage verspätet eingereichte Beteiligungsanzeige der Sustainable Union (SU) wurde zurückgewiesen. Bündnis 21/RRP, NPD und Arme Leute Wählervereinigung (ALW) wurden als Partei bzw. Wählervereinigung anerkannt, reichten aber für den Wahlbereich Bremen keinen Wahlvorschlag ein. Neue Liberale und ÖDP haben vor der Entscheidung des Wahlbereichsausschusses für die Stadt Bremen ihre Wahlvorschläge für die Bürgerschaft (Landtag) zurückgezogen.

## Themen

### Schwerpunkte der Wahlprogramme

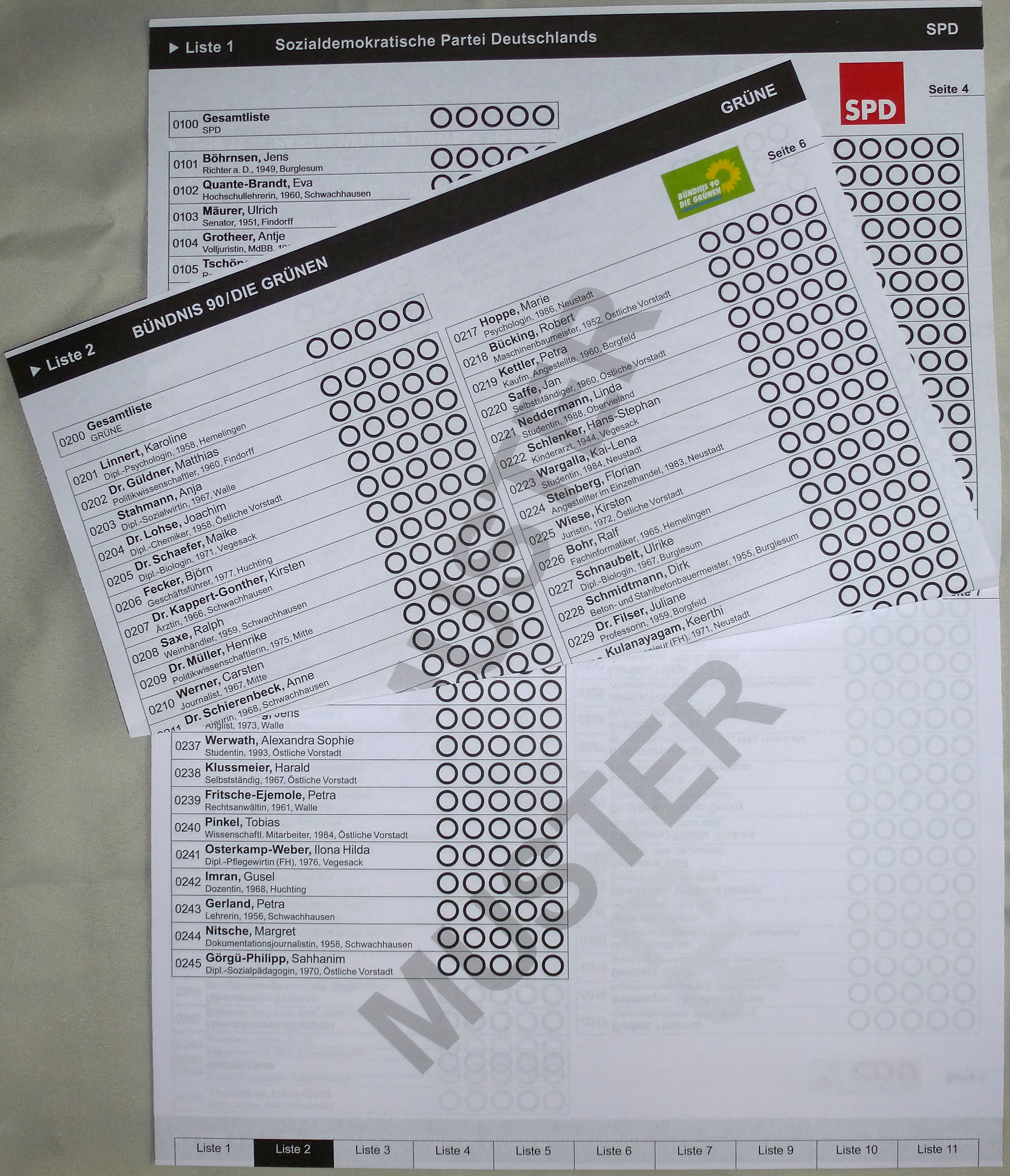
Der „Stimmzettel“ zur Bremischen Bürgerschaft 2015 ist im Wahlbereich Bremen ein DIN-A4-Heft mit 18 genutzten Seiten.

SPD, Grüne, CDU, Linke, BIW, FDP und AfD setzten in ihren Wahlprogrammen unterschiedliche Schwerpunkte.
Für die SPD stand die Stärkung des Wirtschaftsstandortes Bremen und der Hafenwirtschaft an erster Stelle. Dabei war die Weservertiefung ein wichtiger Baustein für die SPD. Außerdem sollte der Bau eines Offshore-Terminals die Stellung Bremens in der Windenergie sichern. Mit einem „Masterplans Industrie“ wollte die SPD die Rahmenbedingungen für die Wirtschaft weiterentwickeln. Daneben standen der Kampf gegen „Dumpinglöhne und prekäre Beschäftigung“ sowie die Förderung von sozialer Teilhabe, soziale Stadtentwicklung u. a. durch mehr sozialen Wohnungsbau und eine „gute Bildung für alle“ im Mittelpunkt des Wahlprogramms. Des Weiteren forderte das Programm eine bürgernahe und leistungsfähige Polizei und die Weiterentwicklung der Bürgerbeteiligung.
Das Leitbild des Programms der Grünen war die „sozial-ökologische Stadt“. Durch einen weiteren Ausbau des öffentlichen Verkehrs sowie der Fahrradwege sollte Bremen vom Autoverkehr entlastet und eine „Verkehrswende“ eingeleitet werden. Mit Maßnahmen zum Lärm- und Klimaschutz sollte die Lebensqualität verbessert werden. In der Bildungspolitik wurden eine Qualitätssteigerung im Bildungswesen, eine Verbesserung der Inklusionsangebote an Schulen und mehr Bildungsgerechtigkeit angestrebt. Die Förderung der Windenergie durch den Ausbau der Offshore-Technologie sowie die Unterstützung kleinerer und mittlerer Unternehmen standen im Mittelpunkt der Wirtschaftspolitik. Eine Vertiefung der Weser wurde abgelehnt.
Die CDU setzte in ihrem Programm die Schwerpunkte in den Bereichen Wirtschaft, Finanzen und Verkehr, Bildung und Armutsbekämpfung. Sie wollte durch neue Gewerbeflächen und eine Förderung Öffentlich-Privater-Partnerschaften die Investitionsquote erhöhen. Sie unterstützte das Transatlantische Freihandelsabkommen und die Weservertiefung. Im Bildungsbereich stellte das Programm den Kampf gegen Unterrichtsausfall und den Erhalt der Vielfalt des Schulwesens in den Mittelpunkt. Bei der Bekämpfung der Kriminalität stellte die CDU Opferschutz vor Täterschutz und forderte eine Ausweitung der Videoüberwachung, mehr Stellen für die Polizei und präventive Angebote bei der Jugendkriminalität. Sie setzte sich für spezielle Programme für Schulabbrecher und Alleinerziehende sowie ein verpflichtendes Vorschuljahr ein. Damit sollten die Bildungschancen verbessert und die Armut eingedämmt werden.
Die Linke trat für einen „demokratischen Sozialismus“ ein und sah in einer sozialen Spaltung und einer hohen Armutsquote das Hauptproblem. Sie wollte sich auf die Bekämpfung von Armut als Querschnittsaufgabe konzentrieren, besonders in den Bereichen Bildung, soziale Infrastruktur und öffentliche Daseinsvorsorge. Sie wollte die Privatisierung kommunaler Aufgaben und Einrichtungen rückgängig machen und befürwortete die weitere Förderung des sozialen Wohnungsbaus. Sie wollte eine aktive Arbeitsmarktpolitik durch die Schaffung öffentlicher Beschäftigung und die Einhaltung bzw. Ausweitung des Mindestlohns. Zudem sollte mehr Personal in sozialen Einrichtungen eingestellt werden. Die Partei forderte die Abschaffung von Sanktionen beim Arbeitslosengeld II („Hartz IV“) und eine „repressionsfreie Grundsicherung“ von 1.050 Euro.
Die BIW forderten eine „geistig-moralische Wende“ zur Bewahrung konservativer Werte und bürgerlicher Tugenden. Ihr Schwerpunkt lag bei der Verbrechensbekämpfung. Die Kriminalität sollte mithilfe einer „handlungsfähigen Polizei“ und verstärkter Videoüberwachung sowie durch eine rasche und konsequente Sanktionierung von Straftätern eingedämmt werden. Die Zahl der Polizisten sollte deutlich aufgestockt werden. Außerdem sollten „freiwillige Sicherheitswachten“ Täter abschrecken und Verbrechen verhindern. Im Bildungsbereich wollte die Partei zu einem gegliederten Schulsystem mit Haupt- und Realschulen sowie Gymnasien zurückkehren. Die Abschaffung von Klassenwiederholungen sollte rückgängig gemacht werden, und Schülerinnen und Schüler sollten einheitliche Schulkleidung tragen. Auf dem Gebiet der Wirtschafts- und Finanzpolitik bekannten sich die BIW zu einer gezielten Förderung des Mittelstandes und zur Einhaltung der Schuldenbremse.
Die FDP forderte die Einführung eines „Bürgergeldes“ als Grundsicherung und die Abschaffung des Bremer Mindestlohngesetzes. Arbeitseinschränkungen für Zuwanderer sollten gelockert bzw. aufgehoben werden. Die FDP trat für Bürokratieabbau und eine investitionsfreundlichere Politik ein. Sie begrüßte die Schuldenbremse als finanzpolitisches Instrument. Im Bereich der öffentlichen Sicherheit forderte die FDP eine Personalaufstockung der Polizei, lehnte dagegen Waffenverbotszonen und Videoüberwachung ab. In der Bildungspolitik sprach sie sich für ein leistungsorientiertes Schul- und Bildungssystem aus, bei dem Gymnasien weiterhin das Abitur nach der zwölften Jahrgangsstufe ermöglichen sollen. Die FDP wollte zudem die Inklusion in der gesamten Gesellschaft fördern. Hochschulen sollten in ihren Entscheidungen über Forschungsschwerpunkte und Personal frei sein.
Die AfD setzte ihre Schwerpunkte in den Bereichen Innere Sicherheit, Migration und Bildung. Bei der Kriminalitätsbekämpfung setzte die AfD auf eine konsequentere Strafverfolgung sowie die Rückführung straffällig gewordener Ausländer. Sie lehnte Asylmissbrauch ab und trat für klare Regeln in der Zuwanderungspolitik ein. Dabei sollten sich Zuwanderer an der „deutschen Kultur als Leitbild“ orientieren. In der Bildungspolitik befürwortete die AfD die Beibehaltung des gegliederten Schulsystems. Weitere Forderungen waren die Schaffung von bezahlbarem Wohnraum, insbesondere für Familien, eine mittelstandsfreundliche Wirtschaftspolitik sowie eine Stärkung direktdemokratischer Verfahren. So sollte es bei Volksentscheiden kein Mindestzustimmungsquorum geben.

### Staatsverschuldung
Das dominierende Thema der Bremer Politik waren die Finanzen des Landes. Das Bundesland hat mehr als 21 Milliarden Euro Schulden. Ab 2020 gilt die Schuldenbremse auf Länderebene. Die SPD will die finanzielle Grundlage Bremens durch höhere Spitzensteuersätze, Erbschafts- und Vermögenssteuern und der Finanztransaktionssteuer verbreitern. Die Grünen setzen auf erfolgreiche Verhandlungsergebnisse für Bremen beim Länderfinanzausgleich, die Einführung einer Straßenreinigungsgebühr und den Erwerb von Steuersünder-CDs. Die CDU unterstützt einen Altschuldentilgungsfonds. Gleichzeitig sieht sie in der Abschaffung von Doppelstrukturen in der Verwaltung weiteres Einsparpotenzial. Die Linke lehnt die Schuldenbremse ab. Stattdessen fordert sie höhere Ausgleichszahlungen aus dem Länderfinanzausgleich, eine Altschuldenregelung, eine Vermögensabgabe und höhere Steuern für Unternehmen und einkommensstarke Bürger. Die BIW will u. a. auf „Prestigeprojekte“ verzichten, neue Einwohner aus den benachbarten niedersächsischen Kommunen anwerben und Steuer- und Sozialbetrug härter bekämpfen. Um öffentliche Ausgaben zu senken, strebt die FDP Kürzungen im Haushalt und die Privatisierung von staatlichen Einrichtungen wie Flughäfen und Parkhäusern an. Durch flexiblere Ladenöffnungszeiten möchte sie außerdem den Tourismus stärken. Die Piratenpartei lehnt die Schuldenbremse ab und fordert eine Vermögensabgabe. Um zusätzliche Steuereinnahmen zu erzielen, möchte sie den Besitz jeglicher Rauschmittel und den Verkauf von Cannabis legalisieren.  Die AfD will die Verschuldung Bremens durch Teilprivatisierungen von öffentlichen Einrichtungen, die Kürzung von Personalausgaben und die Ausgabe einer Bürgeranleihe senken.

### Bildung
Für die Schulen in Bremen wurde 2009 parteiübergreifend ein Bildungskonsens vereinbart, der bis 2018 gilt. Dies bedeutet, dass zum Beispiel die Gymnasien erhalten bleiben. Traditionell ist die SPD für die Abschaffung der Gymnasien. Die CDU sieht sie als unverzichtbar an. Die Grünen haben sich dabei nicht festgelegt, sondern wollen eine Bewertung der Entwicklung in den vergangenen acht Jahren vornehmen. Die SPD will den muttersprachlichen Unterricht und die Mehrsprachigkeit fördern, das Ganztagsangebot ausbauen und interne Unterrichtsqualitätsprüfungen vornehmen. Die Grünen wollen die Sprachförderung verbessern, ein Qualitätsmanagement einführen und einen gemeinsamen Bildungsplan für Kindergärten und Grundschulen erstellen. Die CDU will eine Unterrichtsgarantie einführen, mehr Ganztagsschulen und mehr Sprachförderung in den Kindergärten.
Die Linke beabsichtigt in ärmeren Stadtteilen den Unterricht mit zwei Lehrkräften durchführen, die Sprachförderung ausweiten und Oberschulen und Gymnasien zu einer Schule zusammenlegen. Die BIW will eine Kindergartenpflicht für Kinder mit Sprachdefiziten, die Oberschulen zugunsten von Haupt- und Realschulen sowie Gymnasien auflösen und Kopfnoten in Grundschulen. Die FDP will längere Kindergartenöffnungszeiten, handwerklichen und wirtschaftlichen Unterricht stärken und moderne EDV für Schulen. Für einen höheren Bildungsetat, kleinere Klassengrößen und mehr Sonderschulpädagogen an den Schulen will sich die Piratenpartei einsetzen. Die AfD befürwortet die Beibehaltung des gegliederten Schulsystems, eine „Entideologisierung der Erziehung“ sowie eine stärkere pädagogische Hinwendung zur „deutschen Identität“. Durch eine einheitliche Schulkleidung soll das Gemeinschaftsgefühl in den Schulen gestärkt werden.

## Umfragen
Für die Sonntagsfrage gaben die Meinungsforschungsinstitute folgende Ergebnisse (Angaben in Prozent) an:
| Institut                | Datum            | SPD  | Grüne | CDU  | Linke | BIW | FDP | Piraten | AfD   | Sonstige |
| ----------------------- | ---------------- | ---- | ----- | ---- | ----- | --- | --- | ------- | ----- | -------- |
| Forschungsgruppe Wahlen | 7. Mai 2015      | 36   | 15    | 23   | 8,5   | 3   | 6,5 | –       | 5     | 3        |
| Infratest dimap         | 30. April 2015   | 37   | 16    | 22   | 8     | 3   | 6   | –       | 5     | 3        |
| Forschungsgruppe Wahlen | 30. April 2015   | 37   | 15    | 23   | 9     | 3   | 5   | –       | 5     | 3        |
| INSA                    | 23. April 2015   | 37   | 12    | 25   | 9     | 3   | 6   | –       | 5     | 3        |
| Infratest dimap         | 18. April 2015   | 38   | 16    | 23   | 6     | 3   | 5   | –       | 5     | 4        |
| FGW Telefonfeld         | 26. Juni 2014    | 40   | 16    | 28   | 8     | –   | –   | –       | 3     | 5        |
| Emnid                   | 14. Februar 2014 | 37   | 17    | 21   | 9     | –   | 3   | 3       | 5     | 5        |
| Bürgerschaftswahl 2011  | 22. Mai 2011     | 38,6 | 22,5  | 20,4 | 5,6   | 3,7 | 2,4 | 1,9     | n. k. | 4,9      |

Zur Frage, wen die Bürger direkt zum Bürgermeister wählen würden, gaben die Meinungsforschungsinstitute folgende Werte (Angaben in Prozent) an:
| Institut                | Datum          | Jens Böhrnsen (SPD) | Elisabeth Motschmann (CDU) |
| ----------------------- | -------------- | ------------------- | -------------------------- |
| Forschungsgruppe Wahlen | 10. Mai 2015   | 65                  | 18                         |
| Infratest dimap         | 10. Mai 2015   | 59                  | 16                         |
| Forschungsgruppe Wahlen | 7. Mai 2015    | 64                  | 18                         |
| Infratest dimap         | 30. April 2015 | 59                  | 16                         |
| Forschungsgruppe Wahlen | 30. April 2015 | 67                  | 16                         |

## Wahlergebnis

### Land Bremen gesamt
Nach dem amtlichen Endergebnis lag die Wahlbeteiligung bei 50,2 %.
|                        | Anzahl  | Prozent |
| ---------------------- | ------- | ------- |
| Wahlberechtigte        | 487.599 | 100,0 % |
| Wähler/Wahlbeteiligung | 244.558 | 50,2 %  |
| ungültige Stimmzettel  | 7.428   | 3,0 %   |
| gültige Stimmzettel    | 236.130 | 97,0 %  |

| Partei           | Stimmen     | Anteil      | Mandate     | Stimmen      | Anteil       | Mandate      | Stimmen     | Anteil      | Mandate     |
|                  | Land Bremen | Land Bremen | Land Bremen | Stadt Bremen | Stadt Bremen | Stadt Bremen | Bremerhaven | Bremerhaven | Bremerhaven |
| ---------------- | ----------- | ----------- | ----------- | ------------ | ------------ | ------------ | ----------- | ----------- | ----------- |
| SPD              | 383.509     | 32,8 %      | 30          | 329.272      | 32,6 %       | 24           | 54.237      | 34,0 %      | 6           |
| CDU              | 261.929     | 22,4 %      | 20          | 223.796      | 22,2 %       | 16           | 38.133      | 23,9 %      | 4           |
| GRÜNE            | 176.807     | 15,1 %      | 14          | 158.971      | 15,8 %       | 12           | 17.836      | 11,2 %      | 2           |
| DIE LINKE        | 111.485     | 9,5 %       | 8           | 100.242      | 9,9 %        | 7            | 11.243      | 7,0 %       | 1           |
| FDP              | 76.754      | 6,6 %       | 6           | 68.009       | 6,7 %        | 5            | 8.745       | 5,5 %       | 1           |
| AfD              | 64.368      | 5,5 %       | 4           | 56.432       | 5,6 %        | 4            | 7.936       | 4,9 %       |             |
| BIW              | 37.759      | 3,2 %       | 1           | 27.425       | 2,7 %        |              | 10.334      | 6,5 %       | 1           |
| Die PARTEI       | 21.888      | 1,9 %       |             | 18.984       | 1,9 %        |              | 2.904       | 1,8 %       |             |
| PIRATEN          | 17.773      | 1,5 %       |             | 13.842       | 1,4 %        |              | 3.931       | 2,5 %       |             |
| Tierschutzpartei | 13.910      | 1,2 %       |             | 11.690       | 1,2 %        |              | 2.220       | 1,4 %       |             |
| NPD              | 2.170       | 0,2 %       |             |              |              |              | 2.170       | 1,4 %       |             |

### Ergebnisse in der Stadt Bremen nach Stadtgebieten
Alle Angaben in Prozent nach Angaben des Statistischen Landesamts Bremen.
| Gebiet                        | Wahl beteiligung | Ungültige Stimmen | SPD  | Grüne | CDU  | Die Linke | BIW  | FDP  | Piraten | AfD  |
| ----------------------------- | ---------------- | ----------------- | ---- | ----- | ---- | --------- | ---- | ---- | ------- | ---- |
| Altstadt                      | 49,6             | 2,6               | 26,1 | 18,7  | 21,4 | 10,7      | 1,7  | 10,2 | 1,9     | 4,9  |
| Bahnhofsvorstadt              | 44,4             | 2,4               | 27,0 | 20,2  | 18,9 | 10,1      | 1,6  | 8,2  | 2,6     | 6,4  |
| Ostertor                      | 63,7             | 2,0               | 22,2 | 32,9  | 11,0 | 18,2      | 0,8  | 5,8  | 1,5     | 2,2  |
| Alte Neustadt                 | 52,6             | 1,7               | 27,4 | 20,3  | 19,8 | 13,3      | 1,5  | 6,4  | 1,5     | 5,0  |
| Hohentor                      | 46,9             | 2,0               | 27,1 | 23,8  | 13,7 | 18,2      | 1,5  | 3,8  | 2,2     | 3,8  |
| Neustadt                      | 62,1             | 1,3               | 27,3 | 28,5  | 10,9 | 17,3      | 0,9  | 4,8  | 2,4     | 2,6  |
| Südervorstadt                 | 56,6             | 2,7               | 27,9 | 26,6  | 12,7 | 17,1      | 1,0  | 3,9  | 2,1     | 2,9  |
| Gartenstadt Süd               | 50,1             | 3,0               | 37,0 | 16,2  | 18,2 | 12,0      | 1,9  | 4,2  | 1,6     | 6,4  |
| Buntentor                     | 59,3             | 1,6               | 26,8 | 26,5  | 13,7 | 18,1      | 1,3  | 3,9  | 2,1     | 3,2  |
| Neuenland                     | 44,3             | 2,7               | 37,2 | 13,0  | 22,8 | 10,3      | 1,0  | 6,3  | 1,1     | 4,2  |
| Huckelriede                   | 54,8             | 2,7               | 32,2 | 19,9  | 15,9 | 14,4      | 1,8  | 4,0  | 1,7     | 5,4  |
| Habenhausen                   | 66,9             | 2,7               | 35,4 | 9,7   | 31,1 | 5,0       | 1,0  | 8,7  | 0,7     | 6,8  |
| Arsten                        | 56,0             | 3,3               | 37,8 | 8,8   | 29,1 | 6,2       | 1,8  | 5,9  | 1,0     | 7,5  |
| Kattenturm                    | 39,1             | 4,3               | 40,0 | 9,7   | 22,0 | 10,4      | 2,1  | 4,9  | 1,2     | 7,5  |
| Kattenesch                    | 54,3             | 3,0               | 38,3 | 10,8  | 24,6 | 6,4       | 2,6  | 5,5  | 1,2     | 8,0  |
| Mittelshuchting               | 43,1             | 3,2               | 38,4 | 9,6   | 25,2 | 7,7       | 3,2  | 5,6  | 0,9     | 7,3  |
| Sodenmatt                     | 37,3             | 3,8               | 42,5 | 7,9   | 23,4 | 7,3       | 4,1  | 4,5  | 0,8     | 7,5  |
| Kirchhuchting                 | 44,0             | 3,9               | 37,9 | 9,0   | 25,6 | 7,8       | 2,6  | 5,8  | 1,2     | 8,1  |
| Grolland                      | 64,9             | 4,1               | 33,4 | 16,0  | 24,5 | 6,4       | 2,8  | 7,2  | 0,9     | 6,5  |
| Woltmershausen                | 43,1             | 3,4               | 39,1 | 12,7  | 16,0 | 9,5       | 6,7  | 4,9  | 1,4     | 6,1  |
| Rablinghausen                 | 52,2             | 4,2               | 40,7 | 10,5  | 19,4 | 7,4       | 6,7  | 4,5  | 1,4     | 6,6  |
| Seehausen                     | 59,4             | 4,2               | 31,1 | 5,1   | 44,8 | 5,6       | 3,0  | 2,6  | 0,7     | 5,3  |
| Strom                         | 71,0             | 2,7               | 26,6 | 5,4   | 53,1 | 1,1       | 2,3  | 3,3  | 0,9     | 5,3  |
| Steintor                      | 64,2             | 1,9               | 20,4 | 34,5  | 9,0  | 22,3      | 0,7  | 3,5  | 2,0     | 1,8  |
| Fesenfeld                     | 65,7             | 2,0               | 23,9 | 33,7  | 10,7 | 17,9      | 0,5  | 4,5  | 1,5     | 2,1  |
| Peterswerder                  | 68,3             | 1,7               | 27,9 | 29,4  | 13,6 | 15,3      | 0,9  | 4,4  | 1,3     | 3,2  |
| Hulsberg                      | 58,7             | 1,7               | 30,7 | 22,8  | 15,0 | 16,5      | 1,6  | 4,0  | 1,6     | 3,8  |
| Neu-Schwachhausen             | 66,1             | 1,9               | 26,0 | 18,4  | 28,3 | 6,9       | 0,8  | 12,1 | 1,3     | 3,9  |
| Bürgerpark                    | 70,6             | 1,3               | 21,5 | 20,4  | 29,0 | 7,9       | 0,5  | 14,1 | 1,0     | 3,0  |
| Barkhof                       | 65,2             | 1,2               | 23,6 | 23,9  | 21,6 | 11,6      | 0,6  | 12,0 | 1,1     | 2,8  |
| Riensberg                     | 65,8             | 2,2               | 27,6 | 19,0  | 25,9 | 7,8       | 0,9  | 10,7 | 1,1     | 4,3  |
| Radio Bremen                  | 66,3             | 1,9               | 23,3 | 16,3  | 30,3 | 6,9       | 0,7  | 15,4 | 0,9     | 4,3  |
| Schwachhausen                 | 72,3             | 1,5               | 22,7 | 23,0  | 26,4 | 8,8       | 0,8  | 11,9 | 1,1     | 3,0  |
| Gete                          | 69,9             | 1,8               | 24,4 | 24,6  | 23,1 | 9,4       | 0,7  | 11,2 | 0,9     | 2,9  |
| Gartenstadt Vahr              | 53,1             | 2,6               | 33,6 | 11,8  | 25,2 | 8,6       | 2,1  | 8,1  | 1,3     | 6,9  |
| Neue Vahr Nord                | 34,2             | 4,3               | 46,0 | 8,5   | 18,1 | 9,6       | 3,3  | 4,0  | 1,7     | 6,4  |
| Neue Vahr Südwest             | 36,9             | 4,8               | 47,2 | 7,9   | 20,3 | 9,0       | 2,3  | 3,6  | 1,2     | 6,3  |
| Neue Vahr Südost              | 36,6             | 4,5               | 47,0 | 7,8   | 17,8 | 10,4      | 3,0  | 3,2  | 1,4     | 7,3  |
| Horn                          | 63,5             | 2,4               | 22,5 | 14,2  | 34,5 | 5,5       | 1,1  | 15,5 | 0,9     | 4,2  |
| Lehe                          | 60,0             | 2,0               | 28,2 | 18,7  | 24,5 | 9,3       | 1,2  | 8,0  | 1,8     | 4,9  |
| Lehesterdeich                 | 61,0             | 2,7               | 30,1 | 15,3  | 25,7 | 7,7       | 1,6  | 10,3 | 1,5     | 5,0  |
| Borgfeld                      | 73,1             | 1,8               | 24,3 | 14,1  | 37,5 | 3,7       | 1,0  | 11,6 | 0,7     | 5,4  |
| Oberneuland                   | 67,8             | 2,3               | 20,6 | 8,9   | 40,3 | 3,2       | 0,8  | 18,0 | 0,5     | 6,2  |
| Ellener Feld                  | 47,6             | 2,9               | 39,0 | 11,5  | 24,9 | 6,8       | 1,7  | 5,0  | 0,5     | 8,5  |
| Ellenerbrok-Schevemoor        | 40,5             | 4,5               | 40,3 | 9,0   | 24,6 | 7,9       | 3,0  | 4,7  | 1,4     | 7,0  |
| Tenever                       | 31,8             | 4,5               | 40,4 | 7,9   | 20,8 | 16,0      | 2,1  | 4,4  | 1,2     | 5,4  |
| Osterholz                     | 49,7             | 3,6               | 37,8 | 11,4  | 25,6 | 6,5       | 3,2  | 4,9  | 1,4     | 7,7  |
| Blockdiek                     | 38,2             | 5,3               | 46,0 | 7,3   | 21,9 | 8,5       | 3,1  | 3,5  | 1,2     | 6,8  |
| Sebaldsbrück                  | 48,2             | 3,0               | 37,1 | 12,0  | 23,0 | 8,9       | 2,2  | 5,4  | 1,7     | 6,6  |
| Hastedt                       | 52,8             | 2,7               | 34,3 | 19,9  | 16,3 | 13,0      | 2,0  | 3,7  | 1,6     | 4,9  |
| Hemelingen                    | 39,3             | 3,0               | 39,0 | 9,5   | 22,6 | 10,1      | 3,2  | 4,0  | 1,5     | 7,4  |
| Arbergen                      | 55,2             | 3,3               | 39,7 | 8,5   | 26,2 | 7,5       | 2,7  | 4,4  | 1,1     | 7,5  |
| Mahndorf                      | 44,6             | 3,6               | 39,2 | 8,2   | 28,5 | 6,2       | 2,1  | 5,1  | 1,4     | 7,2  |
| Blockland                     | 76,8             | 6,0               | 20,8 | 8,6   | 49,4 | 4,4       | 1,1  | 9,5  | 0,2     | 3,8  |
| Regensburger Straße           | 56,9             | 2,3               | 32,4 | 24,7  | 12,8 | 15,0      | 1,3  | 3,6  | 1,8     | 4,6  |
| Findorff                      | 53,8             | 1,9               | 31,7 | 23,9  | 13,3 | 15,9      | 1,2  | 3,6  | 2,3     | 3,3  |
| Weidedamm                     | 61,1             | 2,9               | 34,2 | 17,7  | 20,7 | 10,5      | 1,9  | 5,8  | 1,1     | 5,0  |
| In den Hufen                  | 61,5             | 4,0               | 38,1 | 13,1  | 15,9 | 10,5      | 5,2  | 2,4  | 0,0     | 11,4 |
| Utbremen                      | 45,8             | 3,5               | 35,9 | 13,4  | 19,5 | 9,7       | 4,1  | 6,7  | 1,6     | 6,0  |
| Steffensweg                   | 42,3             | 3,6               | 39,7 | 12,3  | 15,3 | 12,9      | 2,1  | 3,2  | 1,8     | 6,6  |
| Westend                       | 49,3             | 2,9               | 34,5 | 18,3  | 13,5 | 15,9      | 2,5  | 3,2  | 2,7     | 4,3  |
| Walle                         | 48,3             | 2,6               | 33,7 | 16,1  | 15,5 | 16,8      | 2,4  | 4,3  | 1,7     | 5,4  |
| Osterfeuerberg                | 47,9             | 2,7               | 35,7 | 14,6  | 11,9 | 15,6      | 3,4  | 3,6  | 2,4     | 8,7  |
| Hohweg                        | 43,7             | 9,2               | 34,4 | 9,4   | 8,1  | 15,9      | 12,9 | 7,1  | 0,6     | 7,1  |
| Überseestadt                  | 57,7             | 1,5               | 24,8 | 11,3  | 29,5 | 4,6       | 4,4  | 13,1 | 2,8     | 8,0  |
| Lindenhof                     | 39,6             | 3,8               | 43,5 | 11,0  | 14,6 | 11,4      | 4,3  | 3,1  | 1,5     | 7,0  |
| Gröpelingen                   | 36,8             | 4,7               | 43,7 | 8,8   | 16,0 | 10,5      | 4,7  | 3,4  | 1,2     | 9,5  |
| Ohlenhof                      | 34,2             | 3,9               | 43,7 | 8,8   | 15,8 | 10,8      | 4,4  | 3,8  | 1,9     | 7,9  |
| Oslebshausen                  | 38,8             | 4,9               | 47,7 | 7,8   | 16,1 | 8,5       | 4,7  | 3,8  | 1,6     | 7,2  |
| Burg-Grambke                  | 47,9             | 4,0               | 38,1 | 10,3  | 21,9 | 7,4       | 4,5  | 7,0  | 1,0     | 7,7  |
| Werderland                    | 68,9             | 2,9               | 38,2 | 17,1  | 15,2 | 12,4      | 2,0  | 5,6  | 2,1     | 5,5  |
| Burgdamm                      | 38,4             | 3,5               | 39,1 | 8,3   | 23,3 | 7,7       | 4,9  | 4,6  | 1,2     | 7,9  |
| Lesum                         | 52,7             | 3,1               | 33,3 | 13,7  | 24,0 | 7,1       | 3,3  | 8,5  | 1,2     | 6,2  |
| St. Magnus                    | 61,6             | 3,3               | 28,3 | 13,7  | 29,3 | 6,0       | 3,4  | 8,6  | 1,1     | 7,2  |
| Vegesack                      | 49,0             | 3,2               | 33,9 | 12,2  | 22,5 | 7,3       | 5,1  | 7,7  | 1,7     | 6,8  |
| Grohn                         | 50,5             | 3,7               | 39,3 | 9,8   | 22,5 | 6,1       | 5,7  | 5,5  | 1,3     | 6,7  |
| Schönebeck                    | 57,5             | 2,8               | 31,4 | 13,8  | 27,1 | 6,0       | 3,6  | 7,4  | 1,3     | 7,0  |
| Aumund-Hammersbeck            | 46,2             | 4,0               | 38,8 | 9,4   | 22,5 | 6,7       | 6,7  | 4,2  | 1,4     | 7,6  |
| Fähr-Lobbendorf               | 44,7             | 3,8               | 37,9 | 9,3   | 23,2 | 5,9       | 7,2  | 4,3  | 1,5     | 7,2  |
| Blumenthal                    | 41,5             | 4,1               | 37,1 | 7,6   | 23,7 | 6,9       | 9,5  | 3,8  | 1,8     | 7,6  |
| Rönnebeck                     | 46,7             | 4,1               | 37,5 | 5,9   | 24,4 | 5,5       | 11,2 | 4,8  | 1,4     | 6,7  |
| Lüssum-Bockhorn               | 40,2             | 4,3               | 38,5 | 7,9   | 20,7 | 7,7       | 11,1 | 3,4  | 1,1     | 7,5  |
| Farge                         | 51,1             | 3,4               | 35,4 | 6,5   | 24,4 | 5,0       | 16,5 | 3,8  | 1,5     | 4,8  |
| Rekum                         | 56,7             | 3,2               | 31,2 | 6,3   | 29,2 | 4,3       | 16,9 | 3,6  | 0,8     | 5,6  |
| Industriehäfen                | –                | –                 | –    | –     | –    | –         | –    | –    | –       | –    |
| Stadtbrem. Überseehafengebiet | –                | –                 | –    | –     | –    | –         | –    | –    | –       | –    |
| Neustädter Hafen              | –                | –                 | –    | –     | –    | –         | –    | –    | –       | –    |
| Hohentorshafen                | –                | –                 | –    | –     | –    | –         | –    | –    | –       | –    |
| In den Wischen                | –                | –                 | –    | –     | –    | –         | –    | –    | –       | –    |
| Stadt Bremen                  | 52,1             | 2,9               | 32,6 | 15,8  | 22,2 | 9,9       | 2,7  | 6,7  | 1,4     | 5,6  |

### Ergebnisse in der Stadt Bremerhaven nach Stadtgebieten
Alle Angaben in Prozent nach Angaben des Statistischen Landesamts Bremen.
| Gebiet            | Wahl beteiligung | Ungültige Stimmen | SPD  | Grüne | CDU  | Die Linke | BIW  | FDP  | Piraten | AfD |
| ----------------- | ---------------- | ----------------- | ---- | ----- | ---- | --------- | ---- | ---- | ------- | --- |
| Weddewarden       | 56,7             | 3,1               | 24,0 | 12,1  | 25,3 | 5,7       | 13,6 | 6,9  | 1,9     | 4,9 |
| Königsheide       | 49,0             | 3,7               | 37,7 | 9,3   | 26,4 | 4,9       | 5,1  | 7,0  | 2,1     | 4,6 |
| Fehrmoor          | 48,3             | 5,3               | 36,9 | 8,3   | 24,6 | 7,3       | 5,9  | 6,3  | 2,0     | 5,3 |
| Leherheide-West   | 24,4             | 6,4               | 36,4 | 5,9   | 25,5 | 10,1      | 6,7  | 3,1  | 2,2     | 5,8 |
| Speckenbüttel     | 62,0             | 2,8               | 28,7 | 10,4  | 31,2 | 5,8       | 4,3  | 11,1 | 1,3     | 3,9 |
| Eckernfeld        | 42,0             | 4,3               | 34,4 | 14,0  | 22,9 | 6,2       | 7,0  | 5,0  | 2,0     | 4,4 |
| Twischkamp        | 35,5             | 5,4               | 33,8 | 9,7   | 20,3 | 10,5      | 7,6  | 2,8  | 4,2     | 5,7 |
| Goethestraße      | 29,3             | 5,5               | 27,9 | 14,9  | 16,1 | 9,3       | 8,4  | 3,0  | 4,9     | 5,4 |
| Klushof           | 33,6             | 3,7               | 30,2 | 12,0  | 20,9 | 9,0       | 7,7  | 4,3  | 4,0     | 5,9 |
| Schierholz        | 39,3             | 3,1               | 29,7 | 10,1  | 28,3 | 8,5       | 8,6  | 4,4  | 1,9     | 5,4 |
| Buschkämpen       | 47,8             | 4,1               | 30,0 | 7,6   | 23,4 | 8,6       | 13,1 | 3,9  | 2,0     | 6,4 |
| Mitte Süd         | 44,8             | 4,7               | 33,4 | 11,8  | 26,1 | 5,8       | 4,8  | 7,3  | 2,8     | 4,0 |
| Mitte Nord        | 43,2             | 3,1               | 32,8 | 15,1  | 19,2 | 9,4       | 4,5  | 4,7  | 3,6     | 4,1 |
| Geestemünde Nord  | 43,8             | 3,3               | 32,9 | 10,6  | 25,0 | 5,8       | 5,9  | 6,3  | 2,2     | 5,2 |
| Geestendorf       | 34,5             | 4,3               | 33,3 | 11,8  | 22,8 | 7,8       | 6,4  | 4,4  | 2,9     | 5,2 |
| Geestemünde Süd   | 37,3             | 5,4               | 39,7 | 9,9   | 18,8 | 7,2       | 8,3  | 2,7  | 2,7     | 5,5 |
| Bürgerpark        | 45,5             | 3,8               | 30,0 | 12,9  | 29,4 | 6,5       | 4,8  | 7,3  | 1,5     | 4,4 |
| Grünhöfe          | 33,0             | 4,3               | 36,5 | 13,3  | 20,6 | 6,1       | 7,2  | 4,7  | 1,8     | 6,2 |
| Schiffdorferdamm  | 53,0             | 2,1               | 36,6 | 11,3  | 24,1 | 5,0       | 5,9  | 5,7  | 1,6     | 5,7 |
| Surheide          | 54,2             | 3,3               | 44,7 | 9,2   | 22,1 | 4,6       | 6,1  | 4,5  | 1,8     | 3,4 |
| Dreibergen        | 38,3             | 4,3               | 35,0 | 10,7  | 24,5 | 6,1       | 7,5  | 6,0  | 1,5     | 5,2 |
| Jedutenberg       | 50,5             | 3,0               | 38,3 | 9,3   | 23,5 | 5,5       | 7,1  | 5,8  | 2,2     | 5,0 |
| Fischereihafen    | –                | –                 | –    | –     | –    | –         | –    | –    | –       | –   |
| Luneplate         | –                | –                 | –    | –     | –    | –         | –    | –    | –       | –   |
| Stadt Bremerhaven | 40,5             | 4,0               | 34,0 | 11,2  | 23,9 | 7,0       | 6,5  | 5,5  | 2,5     | 4,9 |

### Ergebnisse nach Stadtteilen
Alle Angaben in Prozent nach Angaben des Statistischen Landesamts Bremen.
| Gebiet              | Wahl beteiligung | Ungültige Stimmen | SPD  | Grüne | CDU  | Die Linke | BIW  | FDP  | Piraten | AfD |
| ------------------- | ---------------- | ----------------- | ---- | ----- | ---- | --------- | ---- | ---- | ------- | --- |
| Mitte (Bremen)      | 55,2             | 2,2               | 24,0 | 27,4  | 14,7 | 15,0      | 1,1  | 7,2  | 1,8     | 3,7 |
| Neustadt            | 55,0             | 2,1               | 29,2 | 23,4  | 14,9 | 15,8      | 1,4  | 4,5  | 2,0     | 4,0 |
| Obervieland         | 53,1             | 3,3               | 37,6 | 9,6   | 27,4 | 6,8       | 1,7  | 6,5  | 1,0     | 7,4 |
| Huchting            | 44,9             | 3,7               | 38,1 | 10,4  | 24,8 | 7,4       | 3,1  | 5,7  | 1,0     | 7,4 |
| Woltmershausen      | 45,3             | 3,6               | 39,6 | 12,1  | 17,0 | 8,9       | 6,7  | 4,8  | 1,4     | 6,2 |
| Oestliche Vorstadt  | 65,1             | 1,8               | 25,5 | 30,7  | 12,0 | 17,8      | 0,9  | 4,2  | 1,6     | 2,7 |
| Schwachhausen       | 67,9             | 1,7               | 24,4 | 20,5  | 26,6 | 8,2       | 0,8  | 12,5 | 1,0     | 3,5 |
| Vahr                | 41,1             | 3,8               | 41,4 | 9,6   | 21,2 | 9,3       | 2,6  | 5,4  | 1,4     | 6,8 |
| Horn-Lehe           | 61,2             | 2,4               | 27,9 | 16,2  | 27,1 | 7,8       | 1,4  | 10,6 | 1,5     | 4,8 |
| Oberneuland         | 67,8             | 2,3               | 20,6 | 8,9   | 40,3 | 3,2       | 0,8  | 18,0 | 0,5     | 6,2 |
| Osterholz           | 40,3             | 4,3               | 40,6 | 9,3   | 23,7 | 9,1       | 2,7  | 4,5  | 1,2     | 7,0 |
| Hemelingen          | 48,1             | 3,0               | 37,4 | 12,7  | 22,3 | 9,6       | 2,4  | 4,5  | 1,5     | 6,5 |
| Findorff            | 58,2             | 2,5               | 33,2 | 20,8  | 17,0 | 12,9      | 1,6  | 4,7  | 1,5     | 4,6 |
| Walle               | 47,4             | 3,0               | 35,4 | 15,3  | 14,8 | 14,8      | 2,9  | 4,1  | 2,1     | 6,0 |
| Gröpelingen         | 37,3             | 4,4               | 44,8 | 9,0   | 15,7 | 10,2      | 4,6  | 3,5  | 1,6     | 7,9 |
| Burglesum           | 49,2             | 3,4               | 34,5 | 11,7  | 24,7 | 7,0       | 4,0  | 7,3  | 1,1     | 7,2 |
| Vegesack            | 49,0             | 3,5               | 36,1 | 10,9  | 23,6 | 6,4       | 5,7  | 5,8  | 1,5     | 7,1 |
| Blumenthal          | 44,0             | 4,0               | 36,8 | 7,1   | 23,4 | 6,4       | 12,0 | 3,8  | 1,3     | 6,9 |
| Weddewarden         | 56,7             | 3,1               | 24,0 | 12,1  | 25,3 | 5,7       | 13,6 | 6,9  | 1,9     | 4,9 |
| Leherheide          | 37,9             | 4,9               | 37,1 | 8,1   | 25,7 | 7,0       | 5,7  | 5,7  | 2,1     | 5,1 |
| Lehe                | 38,7             | 3,9               | 30,7 | 11,7  | 23,8 | 8,0       | 7,4  | 5,3  | 2,9     | 5,1 |
| Mitte (Bremerhaven) | 43,9             | 3,8               | 33,1 | 13,6  | 22,3 | 7,8       | 4,7  | 5,9  | 3,2     | 4,0 |
| Geestemünde         | 38,4             | 4,1               | 33,6 | 11,7  | 23,9 | 6,8       | 6,3  | 5,3  | 2,3     | 5,2 |
| Schiffdorferdamm    | 53,0             | 2,1               | 36,6 | 11,3  | 24,1 | 5,0       | 5,9  | 5,7  | 1,6     | 5,7 |
| Surheide            | 54,2             | 3,3               | 44,7 | 9,2   | 22,1 | 4,6       | 6,1  | 4,5  | 1,8     | 3,4 |
| Wulsdorf            | 44,7             | 3,5               | 37,0 | 9,9   | 23,9 | 5,7       | 7,3  | 5,9  | 1,9     | 5,1 |
| Land Bremen         | 50,1             | 3,0               | 32,8 | 15,1  | 22,4 | 9,5       | 3,2  | 6,6  | 1,5     | 5,5 |

## Fehler bei der Durchführung und Auszählung der Wahl
Nachdem Unregelmäßigkeiten bei der Stimmenauszählung bekannt geworden waren, klagte die Partei Alternative für Deutschland (AfD) erfolgreich vor dem Verwaltungsgericht und dem Oberverwaltungsgericht Bremen auf Einsicht in die Wahlunterlagen (OVG: 1 B 135/15). Bei der Durchsicht von 20.000 der 34.000 abgegebenen Stimmzettel bestätigte sich der Verdacht auf eine fehlerhafte Auszählung und falsche Eintragung mancher Stimmen. Daraufhin legte die AfD am 28. Juli 2015 beim Bremer Wahlprüfungsgericht Einspruch gegen die Gültigkeit der Bürgerschaftswahl ein (Az. 14 K 1330/15). Das Wahlprüfungsgericht, das beim Verwaltungsgericht Bremen angesiedelt ist und aus zwei Verwaltungsrichtern und fünf Bürgerschaftsabgeordneten besteht, überprüfte im Dezember 2015 alle strittigen Stimmzettel und stellte fest, dass einige Stimmen für die AfD anderen Parteien zuerkannt wurden. Ähnliche Fehler geschahen zu Lasten anderer Parteien. Bei der Bewertung der Gültigkeit oder Ungültigkeit von Stimmzetteln kam das Wahlprüfungsgericht teilweise zu anderen Schlüssen als die auszählenden Wahlvorstände, die mit wahlberechtigten Gymnasialschülern im Alter zwischen 16 und 18 Jahren besetzt worden waren. Zum Beispiel wurde ein abgegebener Musterstimmzettel mit Kreuz bei den Grünen fälschlicherweise als richtig gewertet und eingetragen. Das Wahlprüfungsgericht sah aber keine Anhaltspunkte für absichtliche Manipulationen, die Einspruchsführer haben auch keine konkreten Umstände geltend gemacht. Der Vorsitzende Richter, Verwaltungsgerichtspräsident Peter Sperlich, sagte während der zweitägigen Verhandlung, es könne passieren, dass Wahlhelfer beim Eintragen von Stimmen in den Auszählungscomputer „in die falsche Spalte geraten“. In der Verhandlung vor dem Wahlprüfungsgericht kamen auch mögliche Fehler bei der Durchführung der Wahl zur Sprache. In einem Wahlbezirk waren Wahlberechtigte, die nur ihre Wahlbenachrichtigung vorwiesen, aber nicht den Personalausweis, zurückgewiesen worden. In der Verhandlung blieb aber offen, ob die Abweisung tatsächlich rechtswidrig war. Nach Ansicht von Landeswahlleiter Jürgen Wayand war sie zulässig. Durch die Korrektur des Wahlprüfungsgerichts hätte die AfD die Fünfprozenthürde in Bremerhaven überschritten und einen weiteren Sitz im Landesparlament erhalten, Petra Jäschke (SPD) hätte ihr Mandat verloren. Gegen die Entscheidung legten der Wahlleiter Jürgen Wayand, Jäschke und die SPD Einspruch ein. Der Staatsgerichtshof der Freien Hansestadt Bremen korrigierte die Entscheidung und ordnete eine erneute Auszählung der Stimmen im Wahlbezirk Bremerhaven an. Der Staatsgerichtshof entschied nach der Prüfung der Neuauszählung am 13. September 2016, dass das ursprüngliche Wahlergebnis Bestand hat. Die AfD verfehlte in Bremerhaven mit 4,99 % knapp die Fünf-Prozent-Hürde.
Bei der parallel durchgeführten Wahl zur Bremerhavener Stadtverordnetenversammlung war es ebenfalls zu Fehlern und in einem Fall zu einer Manipulation gekommen. Wegen der Fehler werden auf Betreiben der Wählervereinigung Bürger in Wut (BiW) alle Kommunalwahlzettel im Januar 2016 noch einmal ausgezählt. Das Wahlergebnis änderte sich dadurch jedoch nicht, die BiW verlor sogar einige Stimmen.